# Oklahoma City
Oklahoma City est une ville américaine, capitale de l'État de l’Oklahoma. Elle est le siège du comté d'Oklahoma et par sa population la 28e ville du pays.
En 2020, selon le Bureau du recensement des États-Unis, la ville comptait 681 054 habitants et son agglomération 1 425 695 habitants, ce qui en fait la plus grande ville de l'État devant Tulsa. La ville est traversée par l'historique Route 66.

## Histoire

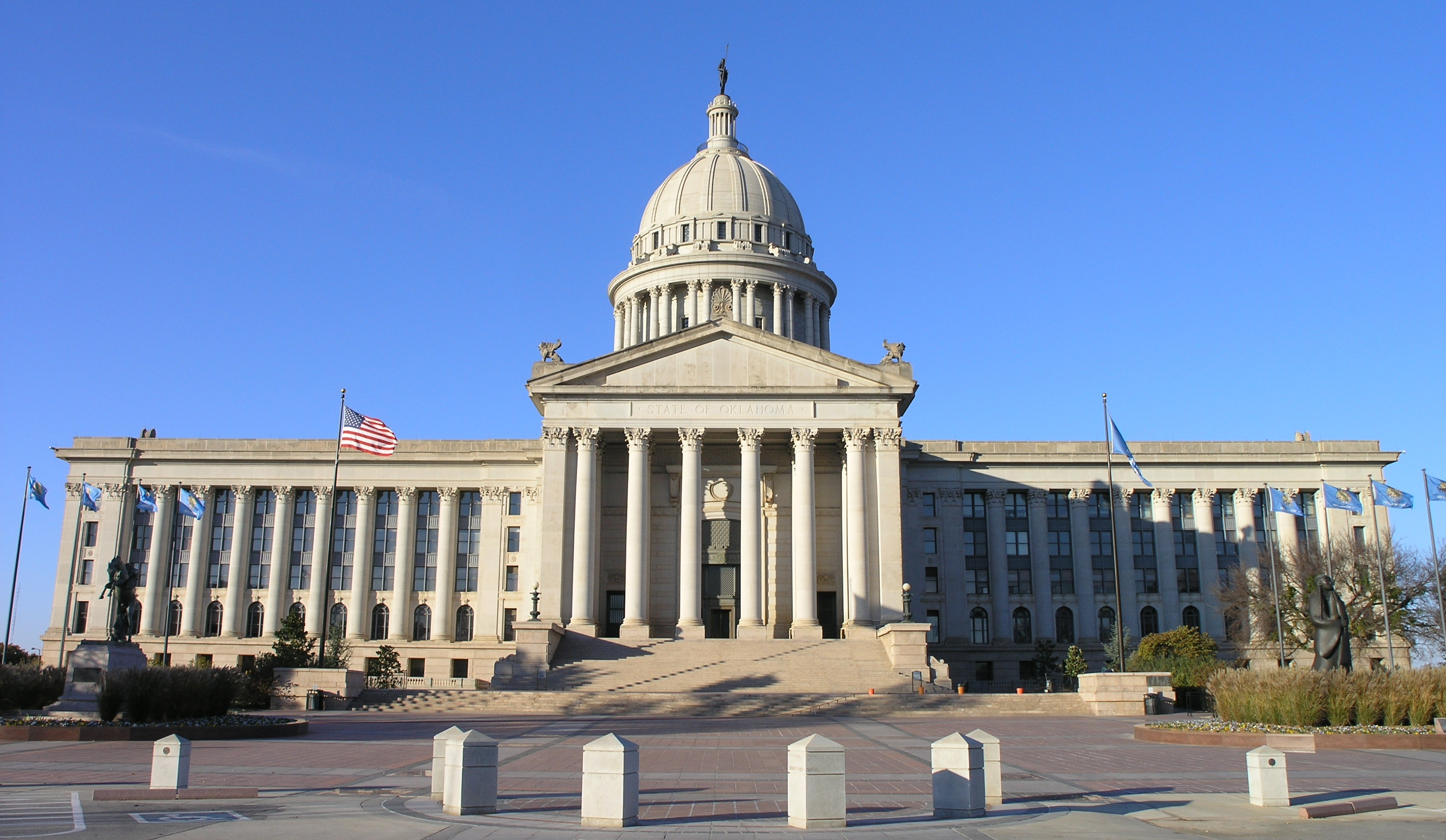
Le capitole de l'État.

### Fondation
La ville d'Oklahoma City a été fondée le 22 avril 1889, quand la zone connue sous le nom de « terres non affectées » (c'est-à-dire des terres du territoire indien qui n'avaient été assignées à aucune tribu) a été ouverte au peuplement lors du Land Run, la course au terrain. Environ 10 000 propriétaires ont alors aménagé le secteur maintenant connu sous le nom d'Oklahoma City, et dans un délai de 10 ans, la population avait doublé.
Avant que l'Oklahoma n'ait été admis dans l'Union en 1907, la ville d'Oklahoma City avait supplanté Guthrie, la capitale territoriale, comme centre urbain et pôle commercial du nouvel État. La ville d'Oklahoma City était devenue une ville victorienne attrayante avec un système efficace de transport en commun, un centre commercial régional important, un nœud ferroviaire et un centre industriel. La ville, avec une population de 64 000 habitants, lança une pétition pour devenir la nouvelle capitale de l’État. Un vote populaire a été organisé, le gouverneur Charles N. Haskell s'y révélant un des plus ardents défenseurs de cette candidature. Plusieurs mois plus tard, le Capitole State Capitol of Oklahoma s'établit entre les 23e rue Ne et le boulevard de Lincoln, où il est resté jusqu'à nos jours. Le capitole fut d'abord connu pour son absence de dôme, qui ne put être construit, par manque de fonds, qu'en 2002.

### Avant la Seconde Guerre mondiale
La nouvelle ville a continué à se développer de manière régulière jusqu'au 4 décembre 1928, quand du pétrole a été découvert dans la ville même. Le pétrole jaillissait de puits forés un peu partout dans la cité, même sur la pelouse sud du capitole. L'afflux soudain d'argent dû au pétrole dans la ville et dans tout l'État a considérablement accéléré la croissance de la ville.
En 1931, le chômage et la misère provoqués par la Grande Dépression entraîne des émeutes de la faim dans la ville. Dès 1935, les migrants ruraux et les ouvriers sans emploi avaient construit un bidonville (ou « Hooverville » d'après le président Herbert Hoover) sur les berges de la North Canadian River. Le fleuve l'a souvent inondé, provoquant maladies et destructions pour les populations de ce secteur.
Créés dans le cadre du New Deal, la Works Progress Administration et les Civilian Conservation Corps ont considérablement réduit le niveau du fleuve pour empêcher les inondations (un progrès qui deviendra plus tard un problème pour des édiles embarrassés avec un fleuve presque à sec certaines années) et ont établi une des premières expériences de logement public dans le pays.

### Développements d’après-guerre
La Seconde Guerre mondiale et les industries de guerre ont permis le redressement économique de la nation et d'Oklahoma City. La ville d'après-guerre est devenue un nœud important du réseau routier national. En plus, Tinker Air Force Base dans la ville de Midwest est devenue la plus grande base aérienne du pays après la guerre, ce qui a fait craindre qu'Oklahoma City ne devienne une cible en cas d'attaque nucléaire soviétique.
Quand se développa la lutte pour les droits civiques, la ville d'Oklahoma City vit naître une nouvelle forme de lutte: le professeur d'histoire Clara Luper et certains de ses étudiants du lycée voisin de Douglass organisèrent le premier « sit in » de l'histoire américaine, en 1958.

### Déclin et stagnation
Au cours des années 1960, la ville d'Oklahoma City commença à décliner. Dès 1970, l'urbanisation des banlieues avait chassé la vie du centre d'affaires et de ses abords. Les responsables politiques se sont alors engagés dans un programme désastreux « de renouvellement urbain » qui a réussi principalement à démolir une grande partie du Theater District et l'imposant Biltmore Hôtel. La ville avait projeté de construire un monumental centre commercial appelé « le Galleria », mais le financement fut épuisé alors que seuls les parkings avaient été réalisés.
Les années 1970 et 1980 furent des périodes de stagnation pour la ville, alors que ses banlieues connaissaient un très fort développement. Excepté l'opération dite Myriad Gardens, très peu fut fait pendant cette période pour améliorer le centre urbain ou le centre d'affaires.

### Histoire et renouvellement récents

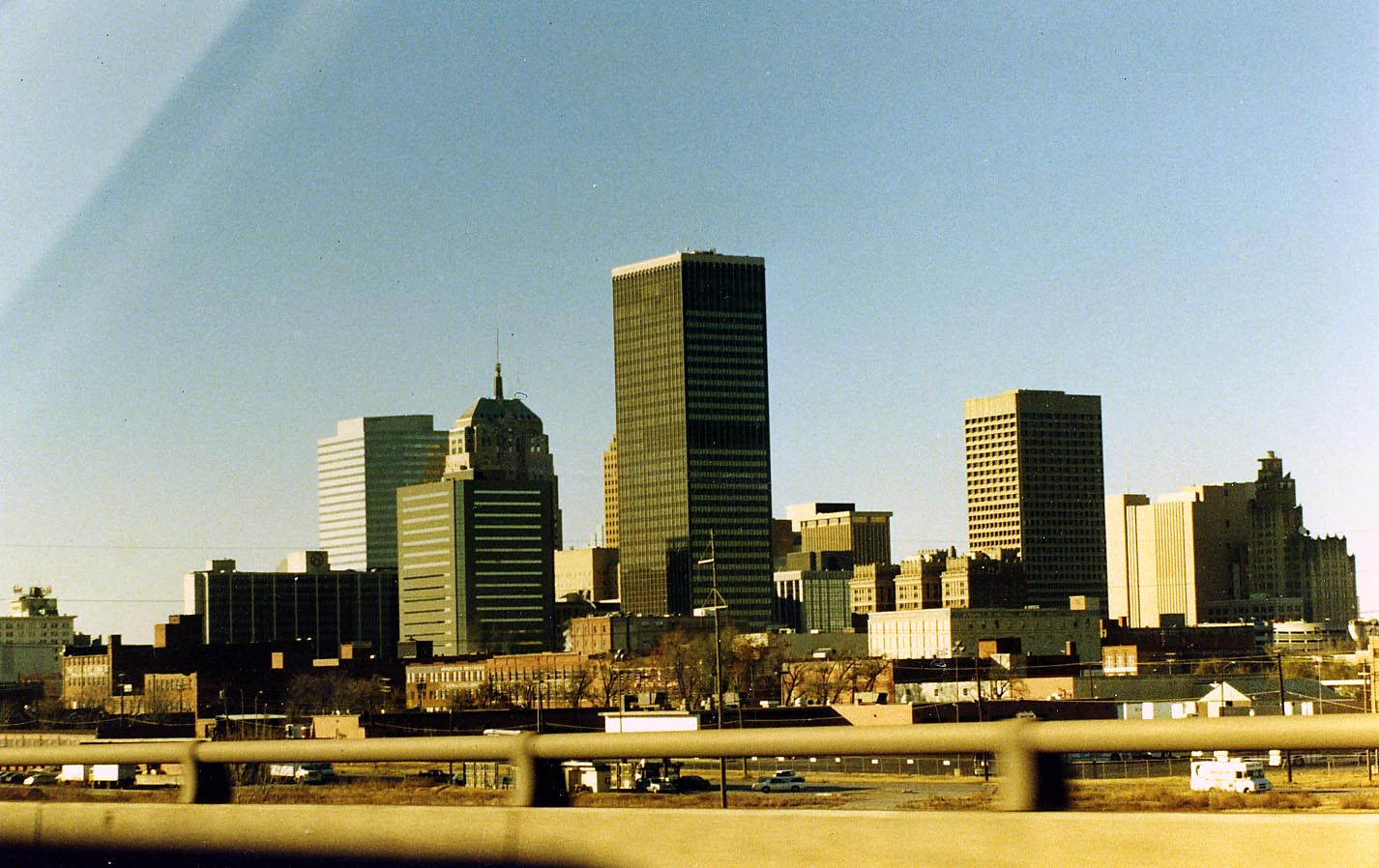
Oklahoma City (2005)

Le maire Ron Norrick a alors lancé un plan massif d'amélioration de la capitale au travers de projets pour son centre-ville. Ces projets ont nécessité l'imposition d'une TVA supplémentaire de 1 % pendant cinq ans, pour construire un nouveau stade de baseball, un canal à travers Bricktown, une nouvelle bibliothèque centrale, un grand palais des sports, des rénovations du parc des expositions et du centre municipal, et des séries de petits barrages sur la North Canadian River pour la rendre attrayante et accessible à de petits bateaux. Cependant toujours marquée par l'échec « du renouvellement urbain » précédent, la population d'Oklahoma City accepta cette mesure, par la suite augmentant à plus de 1 milliard de dollars pour d'autres améliorations et pour revitaliser le centre-ville.
Pendant qu'Oklahoma City entre dans le XXIe siècle, les nouveaux changements contribuent à accroître la population, les emplois, les divertissements et l'amélioration de la cité. En 2004, un nouveau centre d'appel de la société Dell a créé plus de 250 emplois, et projette d'en créer plus de 19 000 supplémentaires dans le futur. L'année 2005 a vu Oklahoma City héberger sa première franchise de Ligue majeure de basket-ball, les Pelicans de La Nouvelle-Orléans (hébergés pour quelques années à OKC à la suite de l'ouragan Katrina). Beaucoup d'autres sociétés s'installent à OKC et la population augmente de nouveau à un rythme très élevé.

### Attentat d’Oklahoma City
Le 19 avril 1995, un attentat au camion piégé détruit un immeuble fédéral à Oklahoma City faisant 168 morts. Les enquêtes montrent que le coupable était Timothy McVeigh, un activiste d’extrême droite.
Au milieu de cette atmosphère d'optimisme et de changement, le 19 avril 1995, Timothy McVeigh gara un camion de location rempli d'explosifs au bâtiment fédéral Alfred P. Murrah. Cet attentat changea la ville et la nation américaine. Une explosion massive tua 168 personnes, dont 19 enfants, et blessa des milliers des personnes. Elle endommagea ou détruisit beaucoup de bâtiments environnants.
Jusqu'aux attaques du 11 septembre 2001, c'était la plus grande attaque terroriste sur le sol américain et reste la plus grande attaque de terroristes nationaux dans l'histoire américaine. Depuis la ville a reconstruit les bâtiments et il est maintenant difficile de voir des traces de l'attentat.
Un mémorial dédié aux victimes de cet attentat est situé sur le lieu de la tragédie.

### Tornade du 3 mai 1999
Le 3 mai 1999, une éruption de tornades a frappé l'Oklahoma et les États environnants. Une des plus violentes tornades jamais enregistrées aux États-Unis, classée F5 sur l'échelle de Fujita, toucha Moore, une banlieue au sud d'Oklahoma City. Elle a fait plus d'un milliard de dollars de dégâts.

## Géographie

Localisation d'Oklahoma City.

Oklahoma City est située à 306 km au nord-nord-ouest de Dallas et à 735 km à l'ouest-sud-ouest de Saint-Louis. Selon le bureau de recensement des États-Unis, la ville a une surface totale de 1 608,8 km2, dont 1 572,1 km2 de terre et 36,7 km2 d'eau. La surface totale est l'eau de 2,28 %.
La ville est traversée par la North Canadian River, renommée récemment Oklahoma River, à l'intérieur des limites de la ville.

### Climat
Le climat d'Oklahoma City est subtropical humide. L'été peut être très chaud (comme en 2006, 2011, 2012) avec plusieurs semaines à 44 °C (111 °F) mais la température maximale moyenne en été est habituellement de 34 °C avec des pointes au-delà de 38 °C (100 °F). La température moyenne annuelle est de 15,6 °C (60,1 °F). Elle est en moyenne de 7,8 °C (45,9 °F) en hiver. Chaque année, Oklahoma City reçoit environ 81 cm de pluie et 22,8 cm de neige. Oklahoma City connaît aussi des tornades comme les autres villes situées dans la Tornado Alley, la saison principale de ces violentes bourrasques se situe de mars à août, elles peuvent cependant se produire tout au long de l'année. Oklahoma City reçoit plus de tornades qu'aucune autre ville aux États-Unis et celle de mai 1999 a été une des plus puissantes jamais enregistrée dans le pays, classé F5 sur l'échelle de Fujita, avec des vents de plus de 450 km/h, dévastant les quartiers sud de la ville et les environs.
| Mois                              | jan. | fév. | mars | avril | mai   | juin  | jui. | août | sep.  | oct. | nov. | déc. | année |
| --------------------------------- | ---- | ---- | ---- | ----- | ----- | ----- | ---- | ---- | ----- | ---- | ---- | ---- | ----- |
| Température minimale moyenne (°C) | −2   | 1    | 5    | 10    | 16    | 20    | 22   | 22   | 17    | 11   | 4    | −1   | 10,4  |
| Température moyenne (°C)          | 4    | 7    | 11   | 16    | 21,5  | 25,5  | 28   | 28   | 23    | 16,5 | 10,5 | 5    | 16,3  |
| Température maximale moyenne (°C) | 10   | 13   | 17   | 22    | 27    | 31    | 34   | 34   | 29    | 23   | 17   | 11   | 22,3  |
| Précipitations (mm)               | 35,3 | 41,9 | 77,7 | 78    | 118,1 | 125,2 | 74,4 | 83,3 | 103,1 | 94,2 | 50,3 | 47,8 | 929,3 |

### Zone métropolitaine
La ville d'Oklahoma City est la principale de la région métropolitaine d'Oklahoma, qui comprend huit comtés. La ville d'Oklahoma était la 46e plus grande ville américaine en 2000.
- Arcadia
- Bethany
- Bethel Acres
- Calumet
- Cedar Valley
- Chandler
- Chickasha
- Choctaw
- Cimarron City
- Del City
- Edmond
- El Reno
- Fallis
- Forest Park
- Guthrie
- Harrah
- Jones
- Lake Aluma
- Luther
- McLoud
- Midwest City
- Moore
- Mustang
- Newalla
- Newcastle
- Nichols Hills
- Nicoma Park
- Noble
- Norman
- Okarche
- Oklahoma City
- Piedmont
- Pink
- Purcell
- Shawnee
- Slaughterville
- Smith Village
- Spencer
- The Village
- Tuttle
- Valley Brook
- Warr Acres
- Woodlawn Park
- Yukon

En 2005, Hall Park a été annexé par Norman, Oklahoma et a cessé d'être une ville, devenant à la place un groupe de subdivisions de logement.

### Downtown et CBD
(janvier 2010).
Améliorez-le ou discutez des points à vérifier. 
Le réseau Conncourse (la métro), baptisé du nom de son fondateur, Jack Conn, est un système souterrain de tunnels reliant presque tous les bâtiments du centre. Le Conncourse est l'un des systèmes piétonniers tout-inclus les plus étendus dans le pays, long de trois quarts d'un mille et reliant plus de 30 bâtiments du centre par le tunnel ou skyway. Le premier tunnel a été établi en 1931 et le réseau a été étendu dans les années 1970.
Bureaux, magasins, et restaurants font partie du réseau Conncourse, mais celui-ci est tombé en délabrement. Le réseau Conncourse est programmé pour subir une rénovation de 2 millions $ en 2006, à travers un plan qui vise à le mettre aux normes et lui redonner un coup de jeunesse. 
Entre les années 1970 et les années 1990, la ville d'Oklahoma City accusait un retard et son centre-ville était vide et laissé à l'abandon. C'était la scène du bombardement du bâtiment fédéral d'Alfred P. Murrah sur la 6e entre les avenues de Hudson et de Harvey. Presque chaque bâtiment dans un rayon de 1 mille a été structurellement endommagé par le souffle, et plusieurs bâtiments adjacents, y compris le vieux bâtiment du Journal Record (en). Depuis, il y a eu beaucoup de théories conspirationnistes au sujet de ce qui s'est vraiment produit. 
Le centre-ville n'a vu aucun nouveau gratte-ciel ni aucun projet de construction important en beaucoup de décennies. La ville a détruit son tissu urbain du côté occidental du centre-ville pour construire un centre commercial galleria qui a été conçu par Pei, mais alors le bust pétrolier est survenu au milieu des années 1980 et les plans ont été ajournés.
La ville d'Oklahoma City en son centre connaît actuellement une renaissance importante. Le centre-ville, qui était devenu une ville fantôme avec le bust pétrolier, a récupéré de façon considérable au cours des 5 dernières années. Il a été reconstruit, y compris le bâtiment fédéral. De nombreux complexes de logements sont établis autour du centre-ville, et de vieux bâtiments sont aussi bien convertis en appartements et hôtels. Le centre-ville comprend aujourd'hui la maison des tournois de sports, le Thunder d'Oklahoma City, le baseball de Redhawks, des clubs, des festivals et des événements principaux. 
Le Skirvin est connu pour être l'endroit où de nombreux présidents ont séjourné en visitant OKC. Maintenant le gouvernement de la ville, à côté de quelques réalisateurs et les propriétés de Marcus rénovent le vieux bâtiment dans le centre-ville de Skirvin Hilton. Une autre grande histoire, l'hôtel de Colcord (le « gratte-ciel » de l'Oklahoma) est actuellement converti en hôtel de boutique de la classe C immobilière.
Il y aura également une nouvelle auberge Bricktown de Hampton en briques de 10 étages, qui comportera 200 salles et une nouvelle auberge de résidence par la basse pro dans Bricktown qui est en voie d'achèvement. Il aura 150 salles. 

## Administration et politique
| Période                                  | Période  | Identité         | Étiquette   | Qualité |
| ---------------------------------------- | -------- | ---------------- | ----------- | ------- |
| Les données manquantes sont à compléter. |          |                  |             |         |
| 1947                                     | 1959     | Allen Street     | Démocrate   |         |
| 1959                                     | 1963     | James Norick     | Démocrate   |         |
| 1963                                     | 1964     | Jack S. Wilkes   | Démocrate   |         |
| 1964                                     | 1967     | George H. Shirk  |             |         |
| 1967                                     | 1971     | James Norick     |             |         |
| 1971                                     | 1983     | Patience Latting | Démocrate   |         |
| 1983                                     | 1987     | Andy Coats       | Démocrate   |         |
| 1987                                     | 1999     | Ron Norick       | Républicain |         |
| 1999                                     | 2004     | Kirk Humphreys   | Républicain |         |
| 2004                                     | 2018     | Mick Cornett     | Républicain |         |
| 2018                                     | En cours | David Holt       | Républicain |         |

## Démographie
| Groupe            | Oklahoma City | Oklahoma | États-Unis |
| ----------------- | ------------- | -------- | ---------- |
| Blancs            | 62,7          | 72,2     | 72,4       |
| Afro-Américains   | 15,1          | 7,4      | 12,6       |
| Autres            | 9,4           | 4,1      | 6,2        |
| Métis             | 5,2           | 5,9      | 2,9        |
| Asiatiques        | 4,0           | 1,7      | 4,8        |
| Amérindiens       | 3,5           | 8,6      | 0,9        |
| Océaniens         | 0,1           | 0,1      | 0,2        |
| Total             | 100           | 100      | 100        |
|                   |               |          |            |
| Latino-Américains | 17,3          | 8,85     | 16,7       |

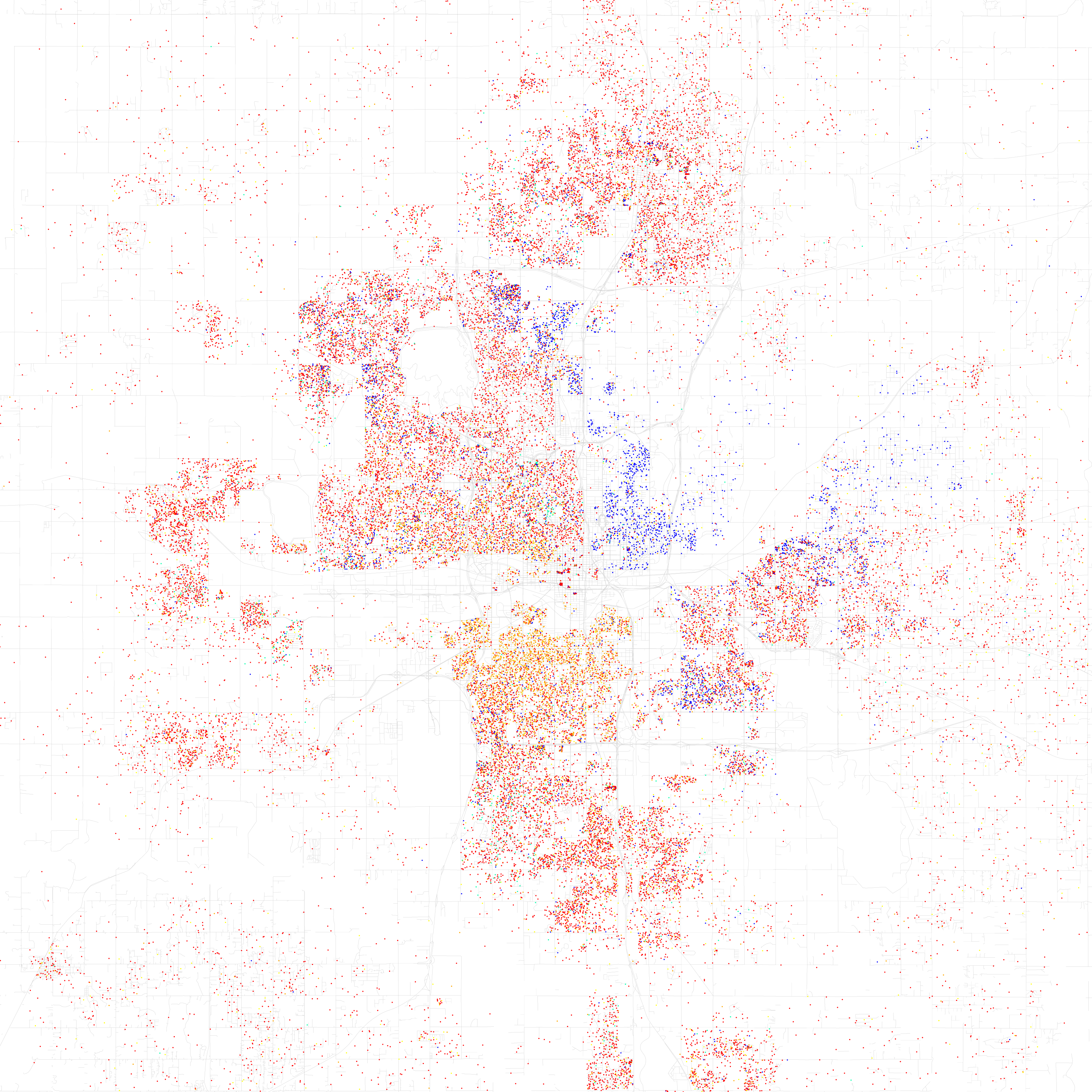
Distribution des groupes ethniques en 2010, chaque point représentant 25 personnes : Blancs non hispaniques, Noirs, Asiatiques, Latinos et autres.

En 2010, la population latino-américaine est composée majoritairement de Mexicano-Américains, qui représentent 14,2 % de la population totale de la ville. Selon le recensement fédéral de 2020, Oklahoma City est la 24e plus grande ville des États-Unis.
Selon l'American Community Survey pour la période 2010-2014, 80,43 % de la population âgée de plus de 5 ans déclare parler l'anglais à la maison, 14,28 % déclare parler l'espagnol, 1,66 % le vietnamien et 3,63 % une autre langue.

## Patrimoine religieux
- Cathédrale Notre-Dame-du-Perpétuel-Secours (catholique), terminée en 1924.
- Ancienne cathédrale Saint-Joseph (catholique), construite en 1901-1904.

## Économie

### Centres commerciaux
La région d'Oklahoma City dispose de plusieurs grands centres commerciaux tels que :
- Crossroads Mall, 117 811 m2
- Quail Springs Mall, 104 755 m2
- Penn Square Mall, 97 641 m2
- 50 Penn Place

## Sports

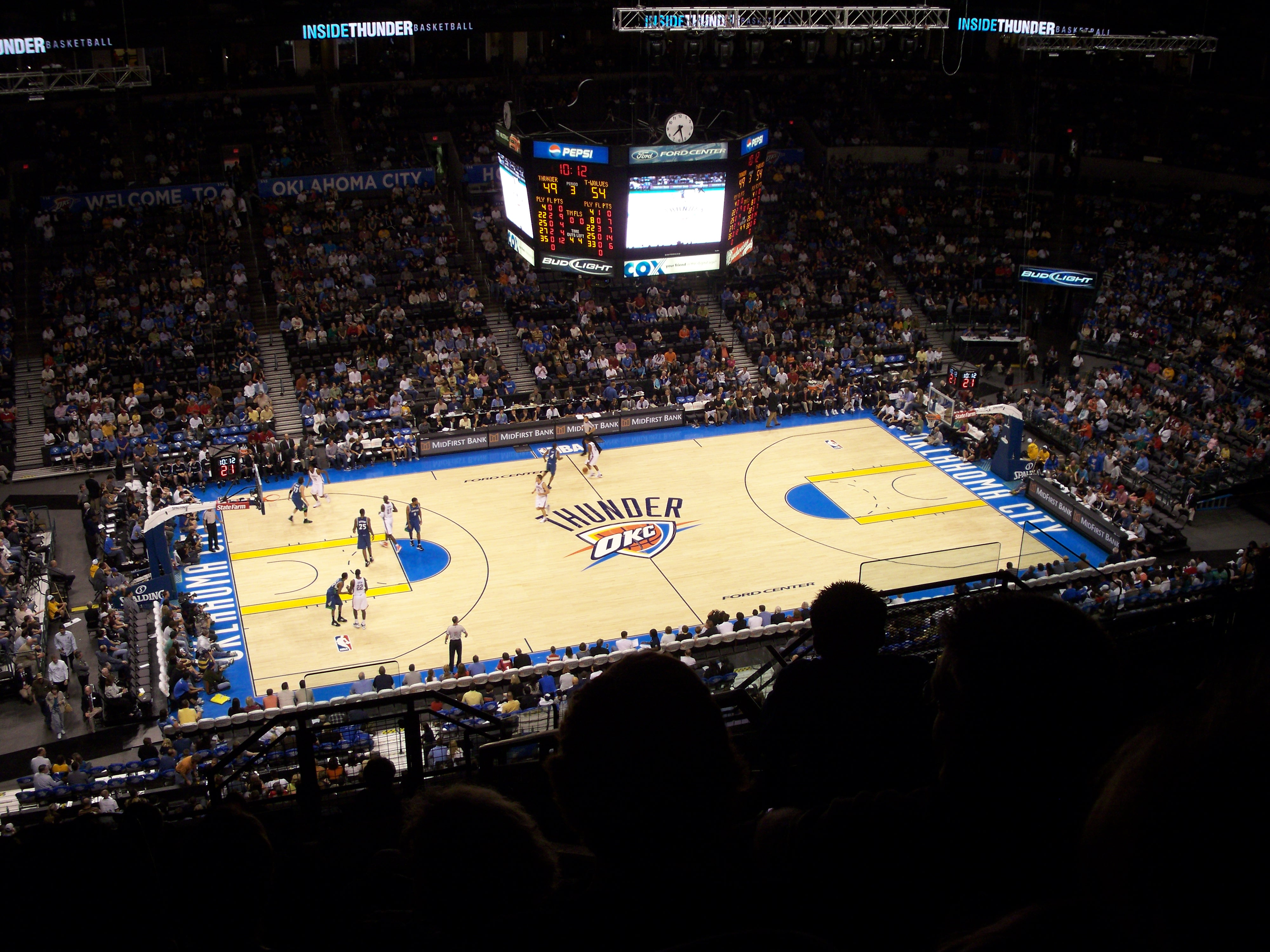
Chesapeake Energy Arena, Le parquet du Thunder d'Oklahoma City.

| Club                       | Ligue                                                                         | Stade                        |
| -------------------------- | ----------------------------------------------------------------------------- | ---------------------------- |
| Thunder d'Oklahoma City    | NBA (basketball)                                                              | Paycom Center                |
| Dodgers d'Oklahoma City    | Ligue de la côte du Pacifique (baseball)                                      | Chickasaw Bricktown Ballpark |
| Yard Dawgz d'Oklahoma City | af2 (arena football)                                                          | Chesapeake Energy Arena      |
| Oklahoma City Lightning    | Women's Football : National Women's Football Association (football américain) | Taft Stadium                 |
| Oklahoma Storm             | United States Basketball League (basketball)                                  | Cox Convention Center        |
| Barons d'Oklahoma City     | Ligue américaine de hockey (hockey sur glace)                                 | Cox Convention Center        |
| Rayo OKC                   | North American Soccer League (football)                                       | Miller Stadium               |
| Energy FC d'Oklahoma City  | United Soccer League (football)                                               | Taft Stadium                 |

## Jumelages
- Haikou (Chine)
- Rio de Janeiro (Brésil)
- Puebla (Mexique)
- Tainan (Taïwan)
- Taipei (Taïwan)
- Oulianovsk (Russie)
- Yehud (Israël)